# Cotinguiba (tiểu vùng)
Cotinguiba là một tiểu vùng thuộc bang Sergipe, Brasil. Tiều vùng này có diện tích 770 km², dân số năm 2007 là 40040 người.